# Setzelbach
Setzelbach ist ein Ortsteil der Gemeinde Rasdorf im Landkreis Fulda in Hessen.

## Geografische Lage
Der Ort liegt im Biosphärenreservat Rhön südlich von Rasdorf an der Grenze zu Thüringen.

## Geschichte
Das Dorf wurde erstmals im Jahre 1160 unter Abt Markward vom Kloster Fulda urkundlich erwähnt. Um 1300 wird die spätere Wüstung Obersetzelbach erstmals und 1529 letztmals erwähnt. Im 16. Jahrhundert gehörte das Dorf zum Fuldaer „Amt Haselstein“. 1812 war es Tochterkirche von Rasdorf
Im Jahre 1850 wurde Adalbert Endert, der spätere Bischof des Bistums Fulda in Setzelbach geboren. Das Patronat der Filialkirche aus dem Jahr 1863 trägt den Namen „Mariä Vermählung“.

## Neugliederung
Am 1. April 1972 wurde der bis dahin selbständige Ort im Rahmen der Gebietsreform in die Gemeinde Rasdorf eingegliedert.